# Биков Василь Іванович
Васи́ль Іва́нович Би́ков (рос. Василий Иванович Быков; 5 лютого 1920, Кравотинь, РРФСР, СРСР — 16 листопада 1999, Севастополь) — радянський офіцер, Герой Радянського Союзу, в роки радянсько-німецької війни командир торпедного катера «ТКА-242» 3-го дивізіону торпедних катерів бригади торпедних катерів Північного флоту, старший лейтенант.

## Біографія

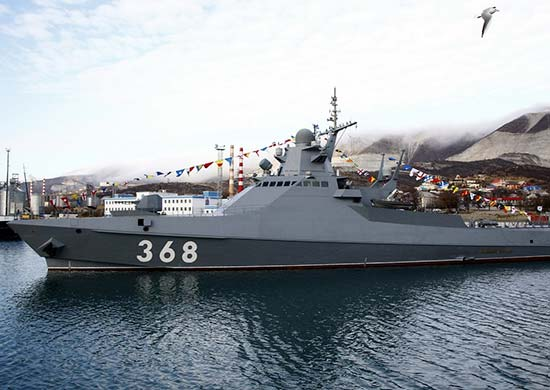
Патрульний корабель «Василь Биков».

Народився 5 лютого 1920 року в селі Кравотині (нині Осташковського району Тверської області) в селянській родині. Росіянин. Член ВКП(б) з 1948 року. Закінчив 10 класів у школі № 1 у місті Осташкові.
У Військово-морському флоті з 1937 року. Закінчив Тихоокеанське вище військово-морське училище в 1941 році. Служив на Тихоокеанському флоті, командував катером.
У боях радянсько-німецької війни з червня 1943 року, коли був переведений на Північний флот. Спочатку воював на посаді помічника командира катера «великий мисливець» № 208, на початку 1944 року отримав під командування торпедний катер «ТКА-242». Катер в липні—вересні 1944 року брав участь у пошуку підводних човнів противника. Потопив транспорт і три тральщика ворога. Але особливо відзначився в бою 19 серпня 1944 року в районі мису Кібергнес (Північна Норвегія), коли в бою противник втратив 14 транспортів і кораблів охорони, а три корабля отримали пошкодження.
Указом Президії Верховної Ради СРСР від 5 листопада 1944 року за бойові подвиги, виявлені в боях з німецько-фашистськими загарбниками, старшому лейтенанту Бикову Василю Івановичу присвоєно звання Героя Радянського Союзу з врученням ордена Леніна і медалі «Золота Зірка» (№ 4524).
В кінці 1944 року став командиром ланки торпедних катерів в тому ж дивізіоні. Після Перемоги над гітлерівською Німеччиною був повернутий на Тихий океан і на посаді командира торпедного катера «ТКА-561» 1-ї бригади торпедних катерів Тихоокеанського флоту брав участь у радянсько-японській війні 1945 року. Здійснив кілька розвідувальних походів, брав участь у висадці морського десанту, відбивав нальоти японської авіації.
Після війни продовжив службу в ВМФ СРСР. Кілька років служив на Тихоокеанському флоті. У 1959 році закінчив Військово-морську академію. Командував бригадою есмінців Чорноморського флоту. У 1972—1974 роках — військовий радник командувача Військово-морським флотом Сирійської Арабської Республіки. У 1974—1979 роках — начальник спеціального факультету Військово-морської академії. З 1979 року контрадмірал Биков В. І. — в запасі, а потім — у відставці. Жив у Ленінграді, працював завідувачем філією Музею історії Ленінграда — будівлі Смольного собору. У 1981 році переїхав до Севастополя, де багато років був членом військово-наукового товариства флотського Будинку офіцерів. 

Могила Василя Бикова.

Помер 16 листопада 1999 року. Похований на Алеї Героїв міського кладовища «Кальфи» в Севастополі.

## Нагороди
Нагороджений орденом Леніна, двома орденами Червоного Прапора, двома орденами Вітчизняної війни 1-го ступеня, орденом Вітчизняної війни 2-го ступеня, двома орденами Червоної Зірки, орденом «За службу Батьківщині у Збройних Силах СРСР» 3-го ступеня, медалями, іноземним орденом.

## Вшанування пам'яті

Меморіальна дошка в Севастополі.

У Севастополі на будинку по вулиці Леніна, 13, в якому жив Герой, і в місті Осташкові, на будівлі школи де він навчався, встановлено меморіальні дошки.